# Арчі Ган
Чарльз Арчібальд «Арчі» Ган (англ. Charles Archibald "Archie" Hahn; 14 вересня 1880 — 21 січня 1955) — американський легкоатлет, триразовий олімпійський чемпіон зі спринтерського бігу.

## Біографія
Народився 14 вересня 1880 року в містечку Доджвілл, штат Вісконсин.
У 1901 році він встановив світовий рекорд у бігі на 100 ярдів (9,8 сек). За два роки, на чемпіонаті США і Канади, він став чемпіоном на дистанціях 100 та 200 ярдів. Того ж року вступив на факультет права Мічиганського університету, який закінчив у 1905 році.
Учасник літніх Олімпійських ігор 1904 року в Сент-Луїсі (США). Виборов три золотих медалі на всіх спринтерських дистанціях (60, 100 та 200 метрів). Встановлений ним світовий рекорд на дистанції 200 метрів (21.6 сек) не був побитий аж до 1932 року.
У 1905 році знову став чемпіоном США з бігу на 200 ярдів.
У 1906 році, на позачергових Олімпійських іграх у Афінах (Греція), став чемпіоном у бігі на 100 метрів, але МОК не визнав ці ігри і формально А. Хан є триразовим олімпійським чемпіоном.
Після закінчення спортивної кар'єри тренував студентські команди університету штату Вірджинія, виховавши 12 призерів чемпіонатів штату.
Помер 21 січня 1955 року в містечку Шарлоттесвілл, штат Вірджинія.

## Олімпійські результати

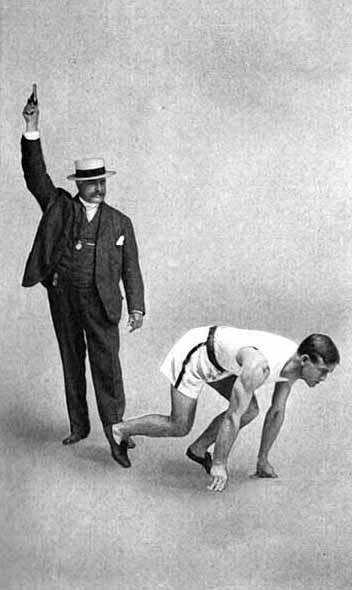
А. Хан на Олімпійських іграх 1904

| Олімпіада      | Дисципліна        | Результат      | Місце |
| -------------- | ----------------- | -------------- | ----- |
| Сент-Луїс 1904 | біг на 60 метрів  | 7.0 сек (=ОлР) | 1     |
| Сент-Луїс 1904 | біг на 100 метрів | 11.0 сек       | 1     |
| Сент-Луїс 1904 | біг на 200 метрів | 21.6 сек (СвР) | 1     |
| Афіни 1906     | біг на 100 метрів | 11.2 сек       | 1     |

## Визнання
Отримав прізвисько «Мілуокський метеор» (англ. Milwaukee Meteor).
У 1959 році введений до Атлетичної зали слави штату Вісконсин.
У 1984 році введений до Атлетичної зали пошани Мічиганського університету.
У 1991 році введений до Зали спортивної слави штату Вірджинія.